# Alejandro Abascal
Alejandro Abascal (Santander, 15 juli 1952) is een Spaans zeiler.
Abascal won tijdens de Olympische Zomerspelen 1980 samen met Miguel Noguer de gouden medaille in de Flying Dutchman.

## Resultaten

### Wereldkampioenschappen
| Jaar | Plaats         | Resultaten      |
| ---- | -------------- | --------------- |
| 1978 | Hayling Island | Flying Dutchman |
| 1979 | Kiel           | Flying Dutchman |
| 1989 | Porto Cervo    | 44e star        |

### Olympische Zomerspelen
| Jaar | Plaats      | Resultaten                 |
| ---- | ----------- | -------------------------- |
| 1976 | Montreal    | 7e Flying Dutchman klasse  |
| 1980 | Moskou      | Flying Dutchman klasse     |
| 1984 | Los Angeles | 11e Flying Dutchman klasse |

1960: Bjørn Bergvall / Peder Lunde ·
1964: Helmer Pedersen / Earle Wells ·
1968: Iain MacDonald-Smith / Rodney Pattisson ·
1972: Christopher Davies / Rodney Pattisson ·
1976: Eckart Diesch / Jörg Diesch ·
1980: Alejandro Abascal / Miguel Noguer ·
1984: William Carl Buchan / Jonathan McKee ·
1988: Christian Grønborg / Jørgen Bojsen-Møller ·
1992: Luis Doreste / Domingo Manrique
- Biblioteca Nacional de España: XX1215025
- Virtual International Authority File: 86980240
- WorldCat: E39PBJdcCqy8mr7Vk8rXVtFdwC